# آنگرت کوبر
آنگرت کوبر (آلمانی: Annegret Kober؛ زادهٔ ۴ ژوئن ۱۹۵۷) شناگر اهل آلمان غربی بود.
وی در مسابقات کشوری و بین‌المللی در مجموع برندهٔ ۱ مدال برنز شده‌است.